# Port lotniczy Mossendjo
Port lotniczy Mossendjo – port lotniczy położony w Mossendjo, w Republice Konga.